# A doua zi după sfârșitul lumii
A doua zi după sfârșitul lumii (în spaniolă En fin) este un serial de televiziune spaniol online de comedie post-apocaliptică creat de David Sainz și Enrique Lojo pentru Prime Video. Este produs de Versus Entertainment și Diffferent Entertainment și îi are în distribuție pe José Manuel Poga, Malena Alterio și Irene Pérez. Premiera a fost programată pe Prime Video la 13 septembrie 2024.

## Rezumat
În ziua în care ar fi trebui să vină sfârșitul lumii, Tomás (José Manuel Poga) se trezește mahmur în mijlocul unei orgii sexuale într-un magazin de mobilă. Cu câteva luni înainte, confruntat cu vestea apocalipsei, le-a părăsit pe soția sa, Julia (Malena Alterio), și pe fiica sa, Noa (Irene Pérez), fără să se uite înapoi. Dar când planeta rătăcitoare roșie care urma să se ciocnească cu Pământul trece prin apropiere și planeta noastră continuă să se rotească, Tomás își dă seama de amploarea greșelii sale. Acum, va încerca să-și recupereze viața trecută și să obțină iertarea familiei sale și va încerca să reconstruiască după non-apocalipsă o lume care nu va mai fi niciodată la fel.

## Distribuție
- José Manuel Poga – Tomás

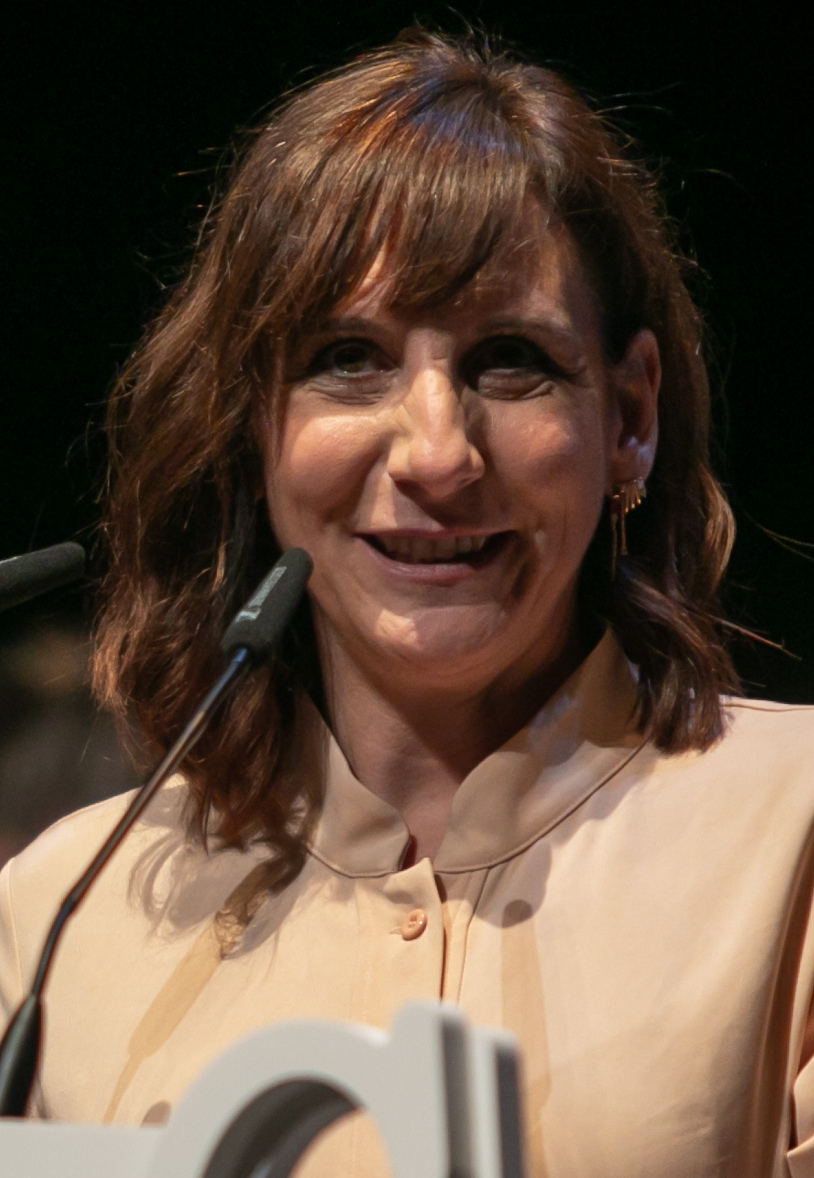
Malena Alterio

- Malena Alterio – Julia Fernández, soția lui Tomás
- Irene Pérez – Noa, fiica lui Tomás
- Raúl Cimas – Romero
- Luisa Gavasa – María
- Dani Mantero – Molina
- Cristian de la Tierra – Curro
- Pepa Rus – Manoli
- Javier Botet – Miguel
- Víctor Rebull – Chino
- Numa Paredes – Carolina